# Пре рата
„Пре рата“ је југословенски хумористички филм, снимљен 1966. године у режији Вука Бабића.

## Радња
Филм је спој две комедије Бранислава Нушића - „Покојник“ и „Ожалошћена породица“. После сазнања да га жена вара, инжењер Марић, са идејом да изврши самоубиство, напушта кућу. После његове сахране, његова жена и њен љубавник фалсификују тестамент и на тај начин успевају да наследе целокупну имовину покојника. После неколико година, покојник се враћа, али га његова ожалошћена породица оптужује за шпијунажу и о свему обавештава полицију.

## Улоге
| Глумац                   | Улога             |
| ------------------------ | ----------------- |
| Слободан Перовић         | Матеја Марић      |
| Соња Хлебш               | Рина              |
| Велимир Бата Живојиновић |                   |
| Никола Симић             |                   |
| Миливоје Живановић       | Агатон Арсић      |
| Снежана Никшић           | Вукица            |
| Мија Алексић             |                   |
| Бранка Веселиновић       |                   |
| Милан Ајваз              | Танасије          |
| Невенка Микулић          | Вида              |
| Жарко Митровић           | Трифун            |
| Мира Ступица             | Сарка             |
| Љубиша Јовановић         | Министар полиције |
| Славко Симић             | Радикал           |
| Петар Краљ               | Службеник         |